# Stanislas
Луи Станислас Рену (фр. Louis Stanislas Renoult) — французский певец, композитор, аранжировщик, дирижер и педагог, в музыкальной среде известен под именем Stanislas. Родился 29 мая 1972, в Фонтенбло, Сена и Марна). После нескольких музыкальных сотрудничеств с 2000 года успех к нему пришёл в 2008, когда вышел его первый сольный альбом «L’Équilibre instable».

## Биография
Он сын Франсуа Рену (François Renoult), композитора и музыканта, который работал с Antoine, в частности, над песней «Je l’appelle Canelle».
Станислас с 3 лет начал учиться музыке. В 12 он уже выступал на сцене Опера Гарнье, чтобы петь «Macbeth» (Верди) и «La Tosca» (Пуччини) в компании знаменитых теноров, в частности Лучано Паваротти, который его прозвал тогда «маленький тенор». Во время последнего выступления с «La Tosca» дирижер оркестра Джеймс Конлон (James Conlon) дал мальчику его первую дирижерскую палочку.
Своё музыкальное образование Станислас продолжил во Франции в Conservatoire de Suresnes и в музыкальном колледже Беркли в Бостоне. В 19 лет поступил на дирижерское отделение в École Normale de Musique de Paris. Три года спустя он закончил обучение с отличием, что позволило ему стать ассистентом руководителя оркестра Massy Dominique Rouits, где он продолжал создавать классические произведения. В то же время он писал музыку, работал над аранжировками и писал песни для таких исполнителей, как Даниэль Леви, Calogero (с которым они даже спели дуэтом), Шарль Азнавур, Maurane, Kool Shen, Селин Дион.
В 2000 году Станислаc познакомился с Жоакимо, братом Calogero. Вместе они образовали группу Pure Orchestra и подписали контракт с Atletico Records. Свой первый сингл «U & I» они выпустили летом 2001 года, а их альбом Singing dog вышел в феврале 2002 года. В 2004 году Станислаc начал писать свой первый сольный альбом и решил начать новую совместную работу со своим братом Тибо (Thibaud). Они записали первый студийный альбом Тибо под названием Les Pas perdus, а в конце 2007 года вышел дебютный альбом Станисласа L'Équilibre instable (Polydor/Universal). Его первый сингл «Le Manège» добился успеха во Франции. За ним последовал «La Belle De Mai», а затем «La débâcle des sentiments», дуэт с Calogero.
После большого успеха его двух концертов в Alambra в Париже в марте 2008 года, Станислас выступал на сценах Франции и Бельгии в ноябре и декабре 2008 года (Massy, Лилль, Нант, Тур, «Олимпия» в Париже, Ludres, Экс-ан-Прованс, Тулуза, Бордо, Труа, Брюссель, Sanary, Лион).
В своё время Станислас сказал, что поначалу хотел участвовать во французской версии Фабрики Звезд.
В 2009 году Станислас был номинирован на премию NRJ Music Awards в категориях 'Французская группа/дуэт года' ('French group/duet of the year') и 'Музыкальное видео года' (‘Music video of the year’) за сингл «La débâcle des sentiments», но не выиграл.

## Дискография

### Альбомы
| Год  | Альбом                  | Информация                                             | Рейтинг | Рейтинг | Рейтинг  |
| Год  | Альбом                  | Информация                                             | FR      | FR (DD) | BEL (WA) |
| ---- | ----------------------- | ------------------------------------------------------ | ------- | ------- | -------- |
| 2007 | L'Équilibre instable    | Первый студийный альбом Дата выхода : 19 ноября 2007   | 10      | 15      | 8        |
| 2010 | Les Carnets de la vigie | Второй студийный альбом Дата выхода : 4 января 2010    | 36      | -       | 19       |
| 2011 | Top hat                 | Лейбл: Universal France Дата выхода : 27 сентября 2011 | -       | –       | -        |

### Синглы
| Год  | Сингл                         | Рейтинг | Рейтинг | Рейтинг  | Альбом                  |
| Год  | Сингл                         | FR      | FR (DL) | BEL (WA) | Альбом                  |
| ---- | ----------------------------- | ------- | ------- | -------- | ----------------------- |
| 2007 | «Le Manège»                   | 2       | 10      | 15       | L'Équilibre instable    |
| 2008 | «La Belle de mai»             | 19      | 26      | —        | L'Équilibre instable    |
| 2008 | «La débâcle des sentiments» 1 | 2       | 11      | 3        | L'Équilibre instable    |
| 2009 | «Les Lignes de ma main»       | —       | —       | —        | L'Équilibre instable    |
| 2010 | «Fou d’elle»                  | —       | —       | 35       | Les Carnets de la vigie |

1 дуэт с Calogero